# مصر 3
مصر 3: مصير رمسيس، والمعروفة باسم النبوءة المصرية في أمريكا الشمالية، هي لعبة مغامرات رسومية صدرت عام 2004 طورتها شركة كيوبس ستوديو ونشرتها شركة ذا أدفنشر كمبني. يجب على اللاعب حل مجموعة من الألغاز القديمة التي ستساعد فرعونًا يحتضر على البقاء على قيد الحياة واستعادة مجد مصر. اللعبة هي اللعبة الثالثة والأخيرة في ثلاثية مصر، بعد مصر 1156 ق.م ومصر 2: نبوءة هليوبوليس. في الفترة من 2010 إلى 2012، أصدرت شركة مايكرويد نسخة مقتبسة من اللعبة تسمى مصر: النبوءة، مقسمة إلى أجزاء، لجهاز آيفون.

## حبكة
في سن الستين، يطلب الفرعون رمسيس الثاني من عرافة آمون تمديد حكمه؛ فيقبل الإله، بشرط بناء مسلة مهيبة قبل حلول موسم عيد الفصح. وعلى الرغم من التقدم الأولي، توقف البناء فجأة وأرسل الفرعون إحدى كاهناته، مايا، للتحقيق.

## استقبال
حصلت اللعبة على تقييمات أعلى من المتوسط وفقًا لموقع تجميع المراجعات ميتاكريتيك. 
أوصى موقع ورث بلاينج باللعبة لمحبي لعبة ميست.  وانتقد دان رافبينتو من موقع أدفنشر جيمرز البيئات المزدحمة والواجهة البطيئة للعبة. ويعتقد موقع جيوكس فيديو دوت كوم أن اللعبة القصيرة والسهلة ستقدم مغامرة مصرية ممتعة للاعب.  ويعتقد ديفيد كافينيس من موقع كرونيكلس جيم أن اللعبة لن تحظى بالإشادة أو الاهتمام إلا من محبي نوع ألعاب المغامرات. 